# Jaya Raya Juniors 2019
Das Jaya Raya Juniors 2019 als bedeutendstes internationales Nachwuchsturnier von Indonesien im Badminton fand vom 30. April bis zum 5. Mai 2019 in Tangerang Selatan statt. Das Preisgeld betrug 30.000 US-Dollar und wurde als BWF Junior International Grand Prix eingestuft.

## Sieger und Platzierte

### Junioren
| Disziplin    | Gold                                      | Silber                            | Bronze                       |
| ------------ | ----------------------------------------- | --------------------------------- | ---------------------------- |
| Herreneinzel | Li Yunze                                  | Bobby Setiabudi                   | Muhammad Aldo Apriyandi      |
| Herreneinzel | Li Yunze                                  | Bobby Setiabudi                   | Muhammad Iqbal               |
| Dameneinzel  | Dai Wang                                  | Putri Kusuma Wardani              | Lee So-yul                   |
| Dameneinzel  | Dai Wang                                  | Putri Kusuma Wardani              | Zhou Meng                    |
| Herrendoppel | Leo Rolly Carnando Daniel Marthin         | Di Zijian Wang Chang              | Chua Yue Chern Lwi Sheng Hao |
| Herrendoppel | Leo Rolly Carnando Daniel Marthin         | Di Zijian Wang Chang              | Ki Dong-ju Kim Joon-young    |
| Damendoppel  | Lin Fangling Zhou Xinru                   | Nita Violina Marwah Putri Syaikah | Riko Gunji Miyu Takahashi    |
| Damendoppel  | Lin Fangling Zhou Xinru                   | Nita Violina Marwah Putri Syaikah | Li Yijing Luo Xumin          |
| Mixed        | Leo Rolly Carnando Indah Cahya Sari Jamil | Feng Yanzhe Lin Fangling          | Ki Dong-ju Lee Eun-ji        |
| Mixed        | Leo Rolly Carnando Indah Cahya Sari Jamil | Feng Yanzhe Lin Fangling          | Yap Roy King Gan Jing Err    |

### U17
| Disziplin    | Gold                                         | Silber                                                    | Bronze                                           |
| ------------ | -------------------------------------------- | --------------------------------------------------------- | ------------------------------------------------ |
| Herreneinzel | Muhammad Sultan Nurhabibu Mayang             | Justin Hoh                                                | Jin Yong                                         |
| Herreneinzel | Muhammad Sultan Nurhabibu Mayang             | Justin Hoh                                                | Raynaldi Oktavianur Rizky                        |
| Dameneinzel  | Tasya Farahnailah                            | Happy Serena Cheng                                        | Arlya Nabila Thesa Munggaran                     |
| Dameneinzel  | Tasya Farahnailah                            | Happy Serena Cheng                                        | Wong Ling Ching                                  |
| Herrendoppel | Choi Pyeong-kang Jin Yong                    | Muhammad Rayhan Nur Fadillah Marwan Faza                  | Liu Chia-feng Liu Kuang-heng                     |
| Herrendoppel | Choi Pyeong-kang Jin Yong                    | Muhammad Rayhan Nur Fadillah Marwan Faza                  | Muhammad Al Fauzan Hamba Dhafa Hafizh Setiadi    |
| Damendoppel  | Shiva Nabila Putri Viyananda Bintang Racketa | Sofy Al Mushira Asharunnisa Ridya Aulia Fatasya           | Kim Na-yeon Kim Yu-jung                          |
| Damendoppel  | Shiva Nabila Putri Viyananda Bintang Racketa | Sofy Al Mushira Asharunnisa Ridya Aulia Fatasya           | Meilysa Trias Puspita Sari Rachel Allessya Rose  |
| Mixed        | Rahmat Hidayat Febi Setianingrum             | Muhammad Gibran Arfiansyah Aisyah Salsabila Putri Pranata | Gerardo Rizqullah Hafidz Dea Riska Putri Hapsari |
| Mixed        | Rahmat Hidayat Febi Setianingrum             | Muhammad Gibran Arfiansyah Aisyah Salsabila Putri Pranata | Zaidan Arrafi Nabawi Rachel Allessya Rose        |

### U15
| Disziplin    | Gold                                 | Silber                                                 | Bronze                                        |
| ------------ | ------------------------------------ | ------------------------------------------------------ | --------------------------------------------- |
| Herreneinzel | Alwi Farhan                          | Ankit Mondal                                           | Marcus Lau                                    |
| Herreneinzel | Alwi Farhan                          | Ankit Mondal                                           | Denis Farell Satria Pradana                   |
| Dameneinzel  | Pitchamon Opatniput                  | Mutiara Ayu Puspitasari                                | Raden Roro Widya Aninditya                    |
| Dameneinzel  | Pitchamon Opatniput                  | Mutiara Ayu Puspitasari                                | Anupama Upadhyaya                             |
| Herrendoppel | Jonathan Farrel Gosal Adrian Pratama | Muhammad Al Farizi Yuke Gamareza Radjasa               | Michael Owen Win Sebastian Tjen               |
| Herrendoppel | Jonathan Farrel Gosal Adrian Pratama | Muhammad Al Farizi Yuke Gamareza Radjasa               | Zidane Attauba Efendi Arsandi Ferdian Pradana |
| Damendoppel  | Alya Ardelia Ariella Naqiyyah        | Intan Nabila Kusuma Felisha Alberta Nathaniel Pasaribu | Nabila Cahya Permata Ayu Reva Olivia Damayani |
| Damendoppel  | Alya Ardelia Ariella Naqiyyah        | Intan Nabila Kusuma Felisha Alberta Nathaniel Pasaribu | Yolanda Shane Geraldine Anisanaya Kamila      |